# Federación Andorrana de Fútbol
La Federación Andorrana de Fútbol (en catalán: Federació Andorrana de Futbol) es el organismo rector del fútbol en el Principado de Andorra, con sede en Las Escaldas-Engordany. Fue fundada en 1994 y desde 1996 pertenece a la FIFA y a la UEFA.
Organiza la Liga andorrana de Fútbol y la Copa Constitución, además de los partidos de la selección de fútbol de Andorra.

## Competiciones de la FAF
- Primera División de Andorra (Nivel I)
- Segunda División de Andorra (Nivel II)
- Copa Constitució
- Supercopa de Andorra
- Primera División de Fútbol Sala de Andorra

Asimismo, la FAF organiza las distintas ligas de fútbol base (benjamines, alevines, infantiles, cadetes y juveniles).